# Megachile discretula
Megachile discretula är en biart som beskrevs av Cockerell 1937. Megachile discretula ingår i släktet tapetserarbin, och familjen buksamlarbin. Inga underarter finns listade i Catalogue of Life.